# 400 Ducrosa
Ducrosa (asteroide 400) é um asteroide da cintura principal com um diâmetro de 33,66 quilómetros, a 2,7691978 UA. Possui uma excentricidade de 0,1151351 e um período orbital de 2 022,13 dias (5,54 anos).
Ducrosa tem uma velocidade orbital média de 16,83659488 km/s e uma inclinação de 10,52399º.
Esse asteroide foi descoberto em 15 de Março de 1895 por Auguste Charlois.